# Conflito Exército Islâmico–al-Qaeda no Iraque
O conflito Exército Islâmico–al-Qaeda no Iraque foi uma série de confrontos armados entre os dois principais grupos insurgentes iraquianos sunitas - o Exército Islâmico no Iraque e a al-Qaeda - e seus aliados, que se desenvolveram em um contexto de violência sectária, religiosa e ideológica dentro do movimento insurgente, que por sua vez estava inserido na Guerra do Iraque.
A ruptura inicial entre o Exército Islâmico e a Al-Qaeda no Iraque datava de 2005, com alguns pequenos relatos de cisões e até confrontos armados. No verão de 2006, começaram a surgir divisões crescentes entre as tribos sunitas locais e os grupos insurgentes (incluindo o Exército Islâmico) e a Al-Qaeda. O foco principal dessas rixas era a insatisfação com a Al-Qaeda e suas táticas, particularmente o alvejamento pesado e deliberado de civis por combatentes estrangeiros da Al-Qaeda. 
No início de 2007, um dos principais grupos armados do Iraque havia confirmado uma cisão com a al-Qaeda no Iraque (AQI), que de acordo com um porta-voz da organização dissidente ocorreu depois que seus membros sentiram-se ameaçados: "Especificamente depois que Abu Musab al-Zarqawi morreu, a lacuna entre nós [e a Al-Qaeda] aumentou, porque [eles] começaram a visar nossos membros". O Exército Islâmico, no entanto, chegaria a um cessar-fogo "com a AQI em 6 de junho de 2007, ainda assim se recusou a firmar para o Estado Islâmico do Iraque". 

## Causas e antecedentes
O Exército Islâmico no Iraque é um grupo nacionalista sunita, islamista moderado, anti-iraniano / anti-xiita. Seus combatentes, ao menos oficialmente, não realizavam atos terroristas, engajando-se exclusivamente em ataques armados contra as forças da Coalizão, colaboracionistas e unidades xiitas. Ao mesmo tempo, a al-Qaeda, tendo uma ideologia radical, realizava ataques bombistas, execuções e tomada de reféns em todos os lugares. Os representantes do Exército Islâmico no Iraque criticaram tais táticas.  Além disso, o Exército Islâmico do Iraque se via como um líder na luta contra a ocupação estadunidense do Iraque, rejeitando as reivindicações da al-Qaeda para o papel.
Além do Exército Islâmico no Iraque, as atividades da al-Qaeda desagradaram os residentes da província de Anbar, no oeste do Iraque, que sofriam ataques terroristas periodicamente.
Em setembro de 2006, essa indignação crescente levou ao estabelecimento do Conselho de Salvação de Anbar por 30 tribos, que então buscaram o apoio dos Estados Unidos na luta contra a Al-Qaeda em Anbar.  Usando o Conselho de Salvação Al-Anbar como modelo, outros grupos surgiriam e seriam armados e treinados pelos militares estadunidenses para patrulhar suas comunidades e atuar como grupos de vigilância da vizinhança. O que começou como o Despertar de Al-Anbar [Conselho de Salvação] posteriormente evoluiu para a formação de grupos de cidadãos locais preocupados, presentes em quase todos os principais bairros de Bagdá e em todas as províncias.
Em meados de outubro de 2006, a Al-Qaeda anunciou a criação do Estado Islâmico do Iraque,  substituindo o Conselho Shura dos Mujahideen e sua Al-Qaeda no Iraque (AQI).

## Conflito

### Emergência de conflito
Os combates reais entre os vários grupos começaram no início de 2007, com grupos lutando contra a Al-Qaeda pelo controle de suas comunidades locais. O confronto entre insurgentes levou a Al-Qaeda a ter como alvo grupos que a criticavam, com a Al-Qaeda efetuando um ataque bombista a uma mesquita sunita em Fallujah em fevereiro de 2007 e assassinando o líder da Brigada da Revolução de 1920. 
Em fevereiro de 2007, Misha'an al-Juburi, proprietário de uma rede de televisão, utilizou-a como canal de propaganda pelo Exército Islâmico no Iraque, investindo contra a Al-Qaeda no Iraque, principalmente por causa dos ataques a civis, grupos insurgentes rivais e forças de segurança iraquianas. 

### Conflito da Al-Qaeda com as Brigadas da Revolução de 1920
As Brigadas da Revolução de 1920 anunciaram em 27 de março de 2007 que seu líder, Harith Dhahir Khamis al-Dari, havia sido morto em uma emboscada da Al-Qaeda em Abu Ghraib. Dari era sobrinho de Harith al-Dari, o chefe exilado da Associação de Acadêmicos Muçulmanos. As Brigadas da Revolução de 1920 estavam supostamente em negociações para trabalhar com o Conselho de Salvação de Anbar. Dari há muito era alvo da Al-Qaeda devido à sua recusa em jurar lealdade ao Emir do Estado Islâmico do Iraque, Omar al-Baghdadi. 
Após a morte de Dari, as Brigadas anunciaram sua divisão em duas facções - as Brigadas da Revolução de 1920 e o Hamas do Iraque. A ruptura foi o resultado de pontos de vista divergentes sobre como trabalhar com o Conselho de Salvação de al-Anbar, negociar com as forças da coalizão e o relacionamento perante o Estado Islâmico do Iraque da Al-Qaeda.

### Conflito aberto
Os combates intensificaram-se na primavera de 2007. No início de abril, o Exército Islâmico rompeu seus laços com o Estado Islâmico do Iraque após alegar que seus membros haviam sido ameaçados pelo grupo.  No final do mês, o Exército Islâmico acusou o grupo rival de matar pelo menos trinta de seus combatentes, bem como membros do Jamaat Ansar al-Sunna e do Exército Mujahideen. Diante da escalada do conflito, o Exército Islâmico pediu a Osama Bin Laden que interviesse pessoalmente para governar a Al-Qaeda no Iraque. Em maio de 2007, o Conselho de Salvação de Anbar alegou ter matado Abu Ayyub al-Masri, o que foi desmentido por uma fita de áudio lançada pelo grupo em resposta, que também negou as alegações de combates entre os vários grupos. No final de maio de 2007, as forças dos Estados Unidos libertaram dezenas de iraquianos que haviam sido torturados pela Al-Qaeda como parte de sua campanha de intimidação.
Em junho, tiroteios abertos entre os vários grupos chegaram a Bagdá. 

### Colapso do cessar-fogo
Embora o Exército Islâmico e a Al-Qaeda tenham concordado em um cessar-fogo em junho de 2007, circularam relatos de combates entre ambos em torno de Samarra em outubro e novembro de 2007. Posteriormente, as forças da coalizão afirmaram que as operações envolveram pessoal iraquiano e da coalizão, em oposição ao Exército Islâmico. Alguns meios de comunicação da época também relataram, apesar das objeções do Exército Islâmico, que o grupo havia começado a trabalhar com a Coalizão como parte mais ampla do Despertar. 